# Vigilante – Bis zum letzten Atemzug
Vigilante – Bis zum letzten Atemzug (Originaltitel: A Vigilante) ist ein Drama aus dem Jahr 2018 von Sarah Daggar-Nickson mit Olivia Wilde, Morgan Spector und Kyle Catlett.

## Handlung
Sadie besucht Michael und Andrea Shaund unter dem Vorwand, für eine Krankenversicherung zu arbeiten. Stattdessen verprügelt sie Michael und zwingt ihn, sein Geld und das Haus auf seine Frau zu überschreiben und aus ihrem Leben zu verschwinden. Eine weitere Frau ruft Sadie an und nennt das Codewort „Die LKWs fahren unentwegt auf mich zu“. Sadie hilft auch ihr, ihrem gewalttätigen Mann zu entkommen. Ebenso rettet sie zwei Kinder vor ihrer misshandelnden Mutter. Zwischen den Hilfsaktionen wird Sadie von extremen Flashbacks heimgesucht. Sie reißt sich ihr Sweatshirt vom Leib, und zahlreiche Narben kommen zum Vorschein. Sadie trainiert hart und übt sich im Kampfsport für ihre Aktionen. Von den Frauen, denen sie hilft, erhält sie Essen oder ein wenig Geld, weil sie selbst praktisch nichts besitzt.
In Rückblenden erfahren wir, dass Sadie die von Beverly geleitete Selbsthilfegruppe für Missbrauchsopfer besuchte. In der Gruppentherapie erzählte sie, wie sie ihrem Mann „entkommen“ war: Ihr gewalttätiger Ehemann wollte, dass sie und ihr kleiner Sohn aus ihrem Haus ausziehen und netzunabhängig leben. Als Sadie versuchte, mit ihrem Sohn zu fliehen, holte ihr Mann sie kurz vor der Schnellstraße ein („Die LKWs rollten unentwegt“), stach mit einem Messer auf sie ein und tötete ihren Sohn. Der Ehemann verschwand danach. Sadie erhält daher nicht die Auszahlung aus seiner Lebensversicherung und bleibt mittellos zurück.
Mit einer Landkarte der Adirondacks versucht Sadie, ihren vermissten Ehemann zu finden: Sie durchkämmt systematisch das riesige Waldgebiet, in dem sie ihren Mann vermutet. Als sie eines Abends in ihr Motelzimmer zurückkehrt, bemerkt sie einen roten Fleck auf der Karte und wird plötzlich hinterrücks von ihrem Ehemann überfallen. Er hatte sie bei ihrer letzten Suchaktion beobachtet und war ihr heimlich gefolgt. Sadie wacht gefesselt in einer Waldhütte auf, ihr Ehemann verspottet sie, heißt sie zu Hause willkommen, misshandelt sie und zerreißt ihr einziges Erinnerungsstück an ihren Sohn, eine Mandala ähnliche Zeichnung. Während der Mann auf die Jagd geht, kann Sadie sich befreien und in einem unbeobachteten Moment vor ihrem zurückgekehrten Mann durch den verschneiten Wald fliehen. In einer verlassenen Sporthalle kommt es zum Showdown. Sadie tötet ihren Mann. Mit seinem Truck bringt sie die nackte Leiche zu einer Nebenstraße. Als die Polizei die Leiche findet, erhält Sadie die Versicherungssumme und kann jetzt Missbrauchsopfern kostenlos helfen.

## Kritik
„Sarah Daggar-Nickson setzt mit ihrem psychologisch komplexen Kinodebüt ‚A Vigilante – Bis zum letzten Atemzug‘ ein Ausrufezeichen – zumindest bis zum unpassenden Finale. Und Hauptdarstellerin Olivia Wilde gelingt als innerlich gebrochene Frau auf einem Rachefeldzug eine wahrlich beeindruckende Vorstellung.“

„Ein in farbentsättigten Bildern gefilmter Thriller um eine diverse psychische wie physische Gefechte austragende Frau, der die Schwere des Leids von Gewaltopfern durchaus greifbar macht. Letztlich scheut der Film jedoch die tiefergehende Auseinandersetzung und zieht sich auf stereotype Vergeltungsmuster zurück.“

Auf Rotten Tomatoes hat der Film eine Zustimmungsrate von 90 %, basierend auf 40 Bewertungen, mit einem gewichteten Durchschnitt von 6,8 / 10.